# Музей компьютеров (Словения)
Музей компьютерной истории Словении (словен. Računalniški muzej) — музей в Словении, посвященный сохранению истории компьютеров и цифрового наследия. В экспозиции представлены компьютерные артефакты, связанные с глобальной компьютерной историей. Музей также представляет значительную коллекцию предметов, связанных с ранними югославскими и словенскими компьютерными системами.

## О музее
Музей, расположенный в районе Шишка в Любляне, его коллекция насчитывает свыше 6500 единиц, размещенных на площади 700 м2 700 м² (7500 фут²). Музей также функционирует как творческое пространство и место для проведения фестивалей, съемок фильмов, коворкинга, конференций, публичных презентаций и встреч.
Музей компьютерной истории назначен послом программного наследия ЮНЕСКО и является активным членом сети DOORS – цифрового инкубатора музеев.

## История

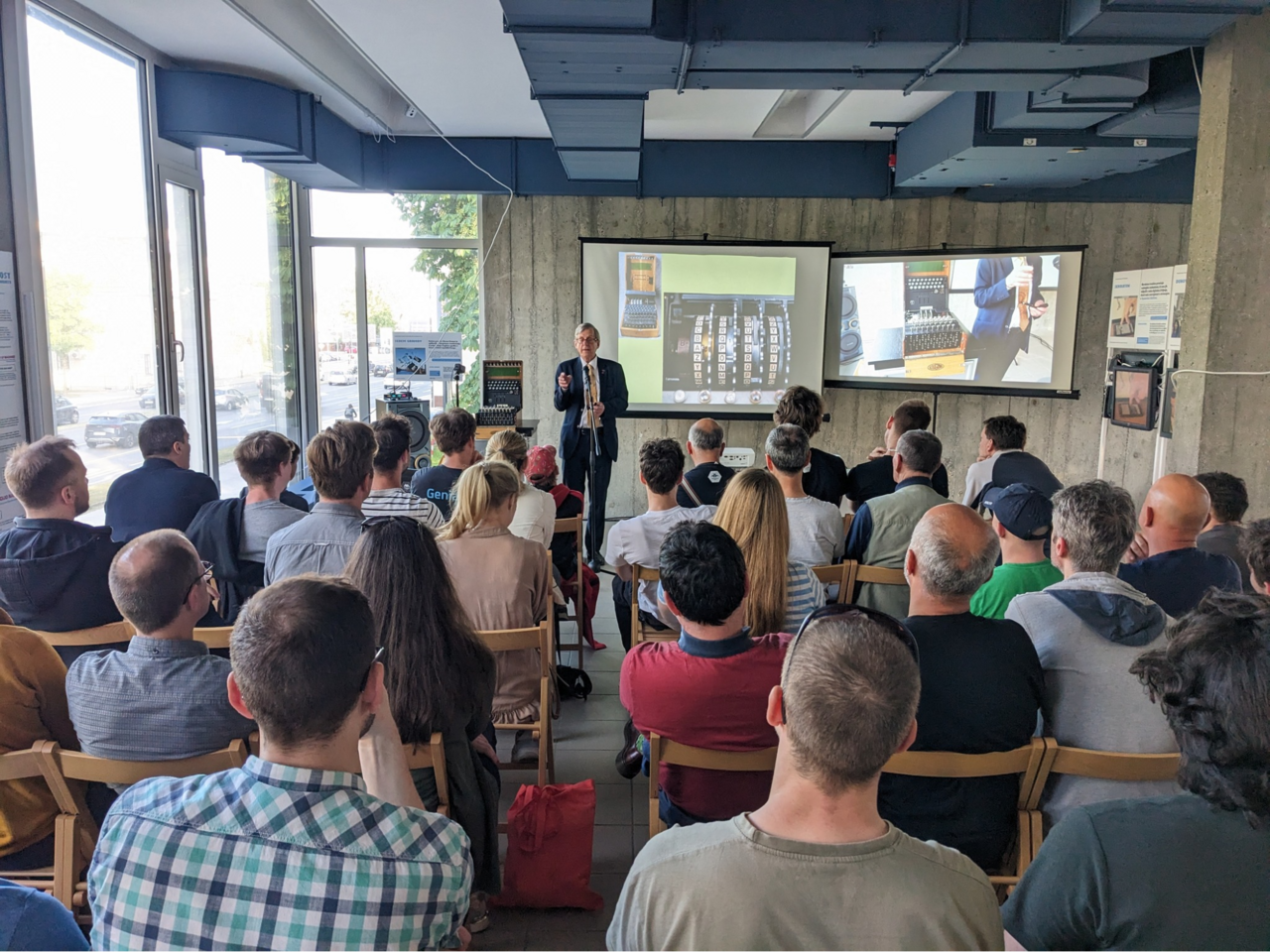
Доктор Марк Болдуин рассказывает о машине «Энигма».

Истоки музея неразрывно связаны с «Киберпайпом» (словен. Kiberpipa) хакерспейсом, выполнявшим функции культурного центра и хакерской лаборатории. Основанный хакерами Cyberpipe, музей стал неотъемлемой частью хакерского пространства, а позже отдельным объектом. Претерпев различные воплощения с 2004 года, музей первоначально обосновался в подвале студенческой организации. В какой-то момент музей лишился собственных выставочных площадей и переориентировался на передвижные выставки в других учреждениях. В 2017 году музей привлек внимание спонсора, который приобрел четверть архитектурно значимого здания в стиле брутализм, спроектированного Милошем Бончей. Он профинансировал его реконструкцию с целью превратить его в будущий дом музея. В 2019 году музей расположился в бывшем здании торгового павильона.
В 2022 году в Музее компьютерной истории возглавил Джейсон Скотт, американский архивист и историк технологий, связанный с Архивом Интернета и известный своим документальным фильмом BBS: The Documentary , в котором исследуется мир досок объявлений (BBS).
В 2023 году на территории музея прошла практическая демонстрация подлинной машины «Энигма». Мероприятие провел доктор Марк Болдуин. Посетителям была предоставлена возможность рассмотреть артефакт и взаимодействовать с ним непосредственно, что позволило им потрогать, сфотографировать и даже поиграться с машиной.

## Экспонаты

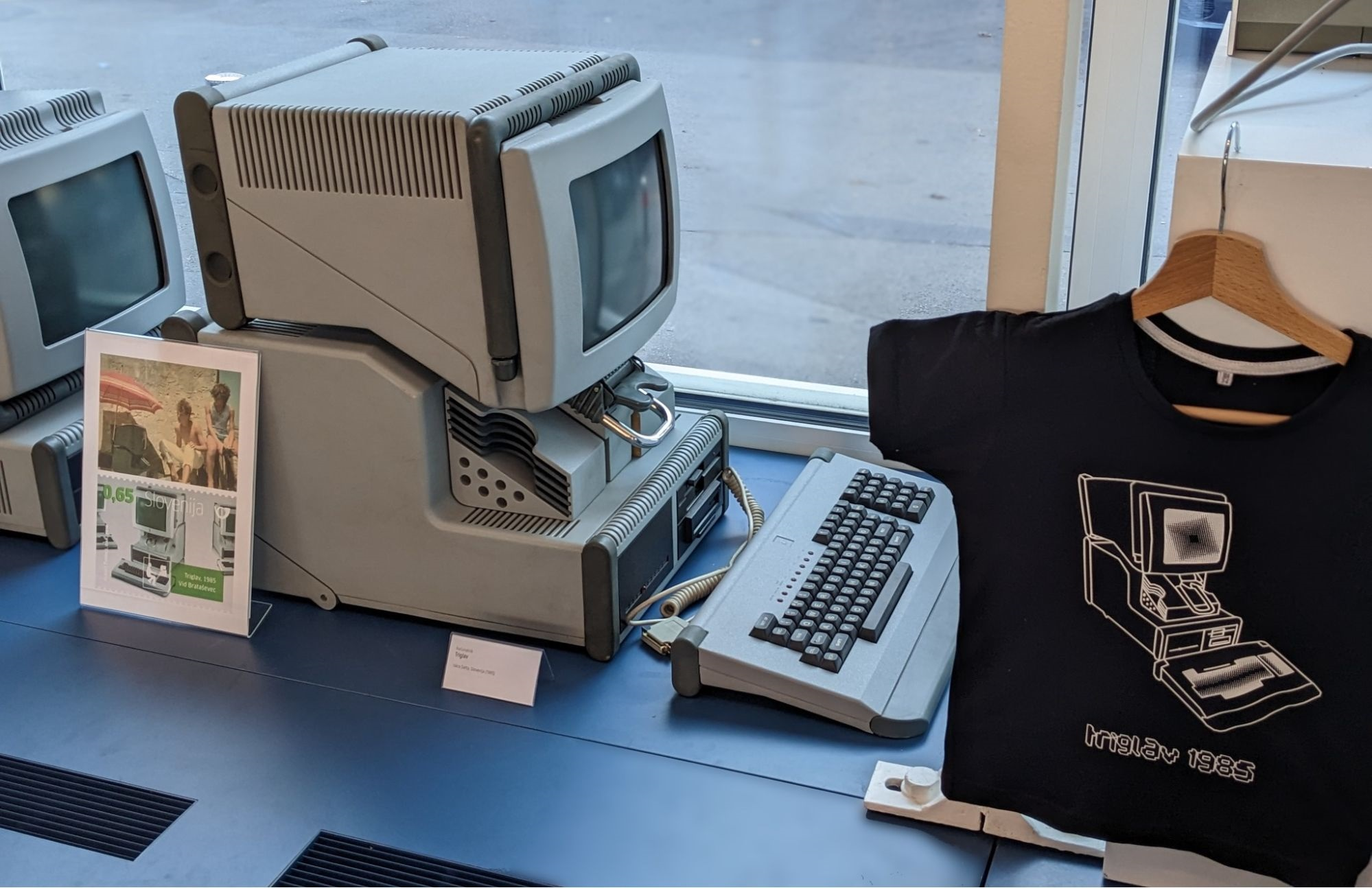
Словенский компьютер Триглав и футболка с его рисунком.

Большинство компьютеров и устройств полностью отреставрированы и функционируют, поэтому посетители могут опробовать их и даже использовать специальные программы, созданные музеем. Присутствуют ранние домашние компьютеры и ПК, такие как TI-99/4A, TRS-80, Commodore 64, Commodore Amiga, ZX Spectrum, Atari 800, Apple II и IBM PC. На выставке представлены системы, подобные мейнфреймам DEC, терминалы и компьютерные шкафы мейнфреймов. В музее представлены компьютерные системы из Словении и бывшей Югославии, в том числе Gorenje Delta PAKA 3000, Iskra Delta Partner, Triglav, TIM-011 и Orao. Частично отреставрирован и выставлен чехословацкий аналоговый компьютер MEDA 41TC.
В музее хранится обширная коллекция программного обеспечения, многое из которого связано со Словенией. Он предлагает исследование югославских и словенских программ и игр MS-DOS, а также демонстрирует словенские дистрибутивы Linux и их историческое значение. Кроме того, на выставке представлены различные операционные системы, включая Windows 3.1x, Windows 95, MS-DOS, Mac OS, OS/2 и несколько вариантов Unix . Особое внимание уделено словенским локализованным версиям операционных систем.
В музее есть коллекция носителей данных. Посетители имеют возможность использовать перфокарту IBM 129 для ввода данных с перфокарты. Кроме того, они могут играть в классические игры, с дисков, лент или картриджей . Представлена коллекция старых телекоммуникационных устройств различных типов, в том числе ранних модемов и акустических соединителей .

### Исследования
Команда музея активно изучает историю вычислительной техники в Словении, что привело к публикации нескольких статей в изданиях музея. Примечательно, что они составили график первого использования компьютеров в Словении, начиная с 1956 года На веб-сайте музея есть специальный раздел, демонстрирующий полный список этих компьютеров. Этот список разбит на категории по году, типу, местоположению и соответствующему учреждению, а также содержит необходимые ссылки для каждой записи.
Команда также подготовила множество статей, посвященных новаторским отечественным производителям компьютерных систем в Словении, в том числе таким известным компаниям, как Iskra Delta . Эта компания, расположенная в бывшей Югославии и имеющая значительное присутствие в Словении, занималась производством миникомпьютеров и связанных с ними инноваций на протяжении 1970-х годов и далее. В этих статьях музей исследует историю производства компании, историческое развитие, анекдоты и вехи, связанные с «Искрой Дельта», предоставляя всестороннее представление о ее наследии.